# (31523) Jessemichel
1999 CZ110 (asteroide 31523) é um asteroide da cintura principal. Possui uma excentricidade de 0.07201370 e uma inclinação de 5.35204º.
Este asteroide foi descoberto no dia 12 de fevereiro de 1999 por LINEAR em Socorro.